# 本間ノ頭
本間ノ頭（ほんまの あたま/かしら）は丹沢大山国定公園内、神奈川県愛甲郡清川村と相模原市の境にあり標高1,344.9m。丹沢三峰の一峰で、東峰とも呼ばれる。

## 関連項目

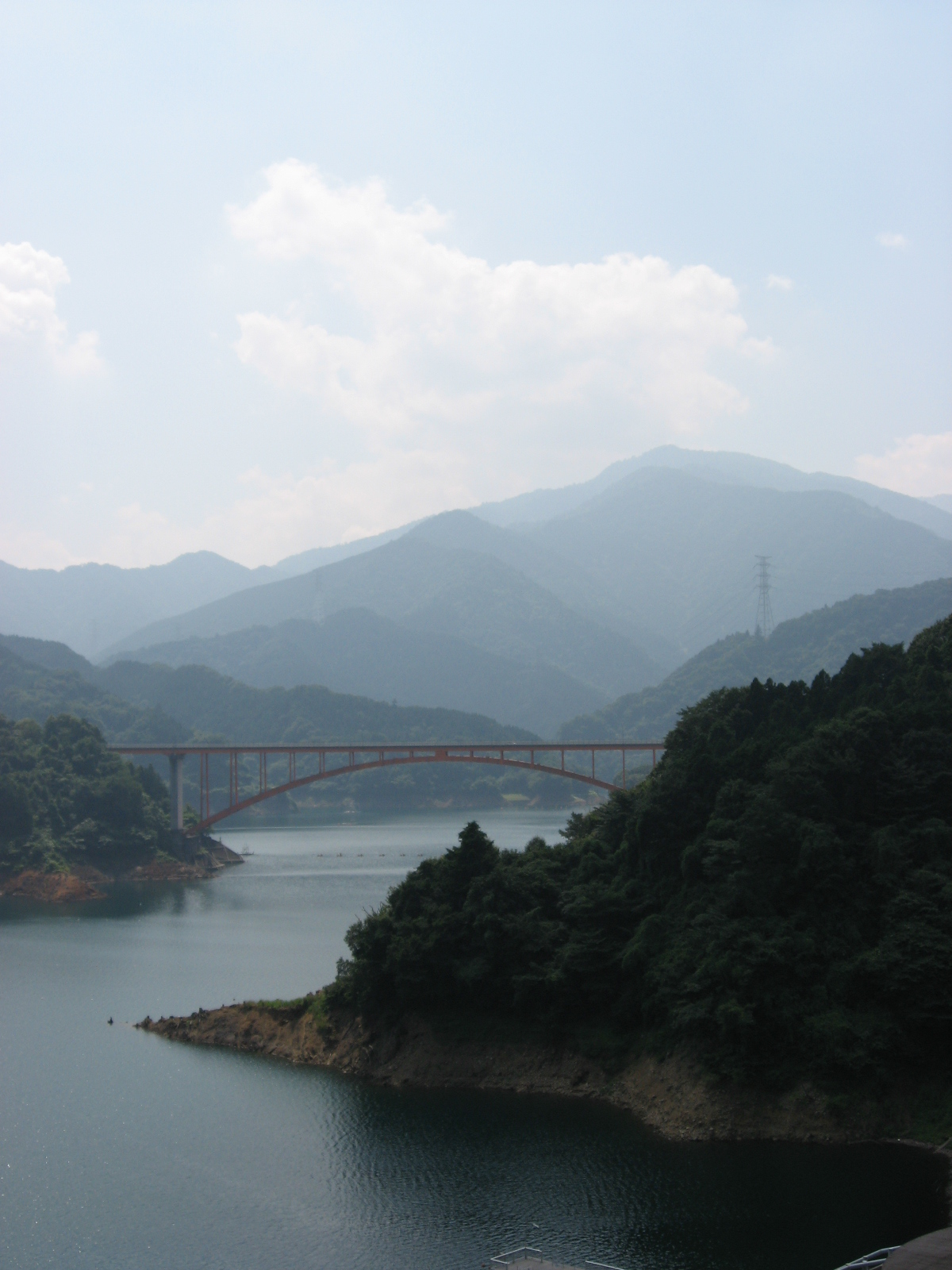
虹の大橋と本間ノ頭（右奥）

## 付近の山
- 中峰（円山木ノ頭）
- 西峰（太礼ノ頭）
- 丹沢山
- 松小屋ノ頭